# Mistura (registro d'organo)
La mistura è un particolare registro dell'organo.

## Struttura
Si tratta di un registro ad anima di ripieno, generalmente intonato alla stessa altezza del principale, proprio della tradizione organistica dell'Europa del nord. In Italia ha un corrispettivo simile nel registro detto ripieno, mentre in Francia nel registro Plein jeu.
La mistura, contenente diverse file di canne per formare una combinazione di registri (ad esempio, principale da 8', 4' e 2'), suona gli armonici di ogni nota. Storicamente, la mistura deriva dal blockwerk medioevale, un organo privo di registri, dove tutte le file di canne suonavano contemporaneamente.
Molte misture includono solo ottave e quinte, mentre alcune misture storiche includono anche terze. Negli organi moderni esistono anche misture di settime e di none. La mistura di registri sono tipicamente etichettate con numeri romani che indicano il numero di ranghi di canne che possiedono, cioè quanti tubi suonano quando viene premuto un singolo tasto.